# 泽卡 (1997年)
若泽·若阿金·德·卡瓦略（葡萄牙語：José Joaquim de Carvalho，1997年3月6日—），通常被称为泽卡（Zeca），巴西职业足球运动员，司职前锋，现效力于中超俱乐部山东泰山。

## 职业生涯
泽卡生于巴西巴伊亚州萨尔瓦多，出自巴伊亚体育青训。2016年，泽卡在被租借至伊皮兰加体育时完成首次成年职业队出场，但随后他转会至维多利亚体育，重新回到青年队中。
2017年，泽卡前往海外，加盟葡萄牙俱乐部博阿维斯塔，在预备队效力。2019年，他回国加盟戈亚斯体育，成为俱乐部U-23队的一员。
泽卡在2020赛季正式进入一线队阵容，并在当年8月12日1-2负于巴拉纳竞技的比赛中替换下维尼修斯·洛佩斯，完成首次巴甲联赛出场。在后续两场顶级联赛比赛出场之后，他被租借至巴丙联赛俱乐部克里西乌马。
2021年2月17日，泽卡与丙级联赛俱乐部奥斯特签约。9月29日，他转会至巴乙联赛俱乐部隆德里纳，为球队得以在最后一轮保级成功作出重要贡献。
2021年12月31日，泽卡转会至米拉索尔。2022年3月27日，在2022年圣保罗州联赛打入6球之后，他被租借至韩国球队大邱FC，租借期至年末。
2023年1月6日，泽卡永久转会至K联赛俱乐部浦项铁人。
2024年1月26日，泽卡加盟中超俱乐部山东泰山。